# 李杰 (结构工程专家)
李杰（1957年10月—），男，河南开封人，中国结构工程专家，同济大学结构工程学科教授、博士生导师，研究方向为混凝土结构、工程抗震、随机动力系统、生命线工程等。中华人民共和国教育部首批长江学者特聘教授，中国科学院院士。

## 生平
1978年1月至1981年12月，就读于郑州工学院工民建专业，获学士学位。1982年1月至1984年12月，就读于重庆大学结构工程专业，获硕士学位。1985年1月至1988年12月，就读于同济大学结构工程专业，获博士学位。曾在郑州工学院任教、后晋升教授、工程防灾研究所所长。
1993年至2007年间，分别前往萨塞克斯大学、京都大学、加州理工学院、名古屋工业大学做学术访问。
1996年3月起在同济大学任教。
2021年当选中国科学院技术科学部院士。

## 学术贡献
承担“973”计划等多个重点学术科研项目、出版多本学术著作、发表数百篇论文。

## 出版作品
| 《地震灾害预测与防灾规划》(河南科学技术出版社,1992) |
| 《地震工程学导论》                                  |
| 《随机结构系统——分析与建模》                        |
| 《生命线工程抗震——基础理论与应用》                  |
| 《Stochastic Dynamics of Structures》               |
| 《混凝土随机损伤力学》                              |

## 社会兼职
担任《同济大学学报（自然科学版）》主编和“Structural Safety”等多个国际期刊编委。

## 奖项和荣誉
获得中國国家自然科学二等奖等多个奖项。2013年被奥尔堡大学授予荣誉博士。